# 吴兴区
30°52′00″N 120°06′26″E / 30.86667°N 120.10722°E
吳興區是中國浙江省湖州市下轄的一個區，地處長江三角洲十五個城市的中心位置，於2003年1月經中國國務院批准設立，是湖州中心城市的所在地，区域總面積为871.9平方公里。區人民政府駐八里店鎮。
吳興為湖州古稱，三國置吳興郡，包括今湖州一帶，取“吳國興盛”之意。吳興是絲綢文化發源地，錢山漾遺址出土了4000多年前、世界上最古老的蠶絲織物，2015年被命名為“世界絲綢之源”，湖州经济技术开发区位于该区。

## 歷史
吳興區歷史悠久，早在新石器時代就有人类活动，錢山漾遺址出土4700多年前的家蠶絲織物，是迄今為止發現的世界上最古老的家蠶絲織物。自戰國「四公子」之一的楚春申君黃歇建菰城置菰城縣至今，已有2400多年歷史。秦時改稱烏程縣。三國吳寶鼎元年（公元266年），以烏程為郡治置吳興郡，「吳興」之名始於此。唐調露二年（680年），分烏程置吳興縣，這是縣以「吳興」冠名的第一次。後建置雖數有變更，但「吳興」之名屢現於史冊。 民國元年2月（1912年），撤道廢府，設吳興縣。1981年1月，撤縣並入湖州市。2003年1月，經國務院批准，設立湖州市吳興區。

## 沿革
- 2000年2月2日，舊館鎮廟岐山、曬介兜、舊館等3個行政村劃歸織里鎮管轄。
- 2000年，湖州市市轄區轄7個街道、16個鎮、11個鄉。根據第五次人口普查數據：總人口1145414人。
- 2001年6月22日，湖州市市區部分鄉鎮行政區劃調整：撤銷重兆鎮、長超鎮，並入和孚鎮，轄52個村、2個居委會，駐地不變。撤銷戴山鎮[2]，並入八里店鎮，轄63個村，駐地不變。撤銷塘甸鄉，並入環渚鄉，轄34個村，駐地不變。撤銷弁南鄉、龍溪鄉，合並設立楊家埠鎮，轄27個村，駐楊家埠村。撤銷妙西鄉、南埠鄉，合並設立妙西鎮，轄22個村，駐原妙西鄉政府駐地。撤銷喬溪鄉、梅峰鄉，並入埭溪鎮，轄39個村、4個居委會，駐地不變。撤銷青山鄉，並入東林鎮，轄32個村、3個居委會，駐地不變。
- 2002年，湖州市市轄區轄7個街道、16個鎮、3個鄉，78個社區、86個居民區、446個行政村：月河街道、朝陽街道、愛山街道、飛英街道、龍泉街道、鳳凰街道、楊家埠街道；湖州鎮（虛擬）、織里鎮、八里店鎮、楊家埠鎮、妙西鎮、東林鎮、埭溪鎮、南潯鎮、練市鎮、雙林鎮、善璉鎮、舊館鎮、菱湖鎮、和孚鎮、千金鎮、石淙鎮；道場鄉、環渚鄉、白雀鄉。
- 2003年1月11日，國務院批准：設立湖州市吳興區。吳興區轄織里、八里店、楊家埠、妙西、東林、埭溪6個鎮和道場、環渚、白雀3個鄉以及月河、朝陽、愛山、飛英、龍泉、鳳凰6個街道。區人民政府駐湖東路。2003年9月23日，撤銷湖州鎮建制：有關市、區和鄉鎮（街道）的體制已明確，同意撤銷湖州鎮建制。
- 截至2005年12月31日，吳興區轄6個街道、6個鎮、3個鄉：月河街道、朝陽街道、愛山街道、飛英街道、龍泉街道、鳳凰街道；埭溪鎮、織里鎮、東林鎮、妙西鎮、八里店鎮、楊家埠鎮；環渚鄉、道場鄉、白雀鄉。
- 2006年，吳興區新設立康山街道。將道場鄉的道場村、雙塘村、陸家兜村、黃墅村、石泉橋村、福山村、長西村、糧貿社區和妙西鎮的東山村、沙家浜村、基山村等10個行政村、1個社區劃歸康山街道管轄。經調整後，道場鄉轄8個行政村，妙西鎮轄15個行政村。
- 2007年2月13日，道場鄉的道場村、雙塘村、陸家兜村、黃墅村、石泉橋村、福山村、長西村等7個行政村和糧貿社區以及妙西鎮的東山村、沙家浜村、基山村等3個行政村由吳興區直轄。調整後，道場鄉轄8個行政村，鄉政府駐地不變（杭長橋南路122號）；妙西鎮轄15個行政村，鎮政府駐地不變（妙西村）。
- 2009年8月7日，撤銷白雀鄉建制，其行政區域連同環渚鄉新橋村的區域改由吳興區政府直轄。在此區域內設立2個街道辦事處：仁皇山街道辦事處、濱湖街道辦事處。調整後，環渚鄉轄19個行政村。鄉政府駐地不變（新市陌路71號）。

## 行政区划
吴兴区下辖13个街道办事处、5个镇、1个乡：
月河街道、朝阳街道、爱山街道、飞英街道、龙泉街道、凤凰街道、仁皇山街道、滨湖街道、康山街道、环渚街道、龙溪街道、杨家埠街道、湖东街道、织里镇、八里店镇、妙西镇、东林镇、埭溪镇和道场乡。
目前凤凰街道、康山街道、龙溪街道、杨家埠街道、仁皇山街道和滨湖街道由湖州南太湖新区管理委员会託管。

## 人口
2022年初常住人口为103.58万人，其中城镇常住人口为76.57万人。户籍人口总数为64.36万人。

## 經濟

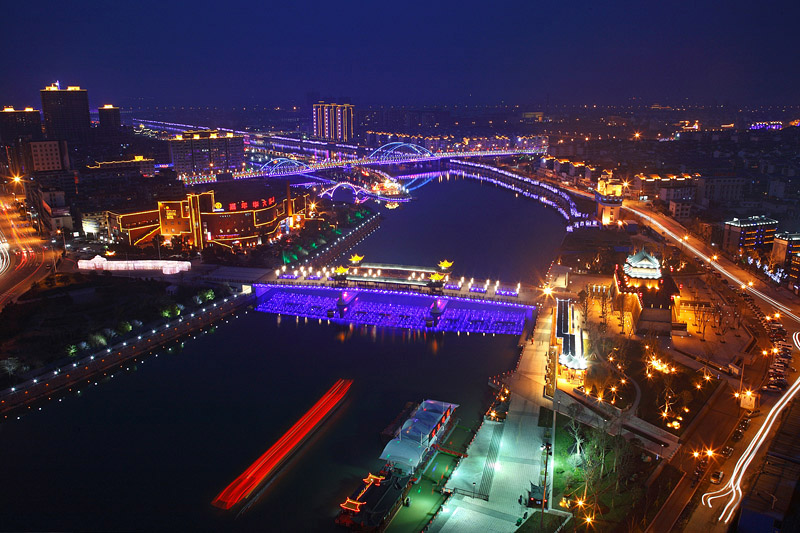
項王公園夜景

吳興區現代農業發展起步較早，已經培育了龜鱉、筍竹、蔬菜、肉雞、花卉茶果五大農業特色主導產業，其食品加工園被列為國家級農產品加工業示範基地。
工業經濟逐漸佔據主導地位，已形成以新型紡織、新型建材、金屬製品、機械電子為支柱，通信器材、電子資訊、生物醫藥相應發展的現代工業體系，集聚了全市重要的規模企業群和品牌企業群。
通過擴大對外開放、加大招商引資力度，三一重工、上海新長寧集團、上海實業等知名大企業落戶吳興創業發展。現代商貿物流業快速發展，織裡鎮歷史上因織造業興盛而得名，是中國童裝名鎮，擁有國內25%的市場份額，並培育了童裝和棉坯布兩大市場，已成為全國最大的童裝產銷基地和棉坯布集散中心，產品物暢其流。 

### 發展東部新城
東部新區是湖州中心城市發展的核心區塊，涉及八里店、環渚、織里三個鄉鎮，區域總面積183平方公里，規劃區範圍面積90平方公里，其中中心區46平方公里、織里片區32平方公里、環渚片區8.3平方公里、吳興食品加工園3.7平方公里。
中心區近期實施28.3平方公里，總體佈局為一心（中央商務中心）、二軸（吳興大道、南太湖大道）、三平臺（景區平臺、工業平臺、商貿平臺）。圍繞建設生態型濱湖大城市的目標，突出“生態、文化、和諧、精緻”的城市特色定位，按照“一次規劃、分步實施、兩翼推進、中間突破”的開發建設思路，堅持“高起點規劃、高標準建設、高強度投入、高水準管理、高效率產出”的原則，已累計完成投入44.2億元，區域內主要道路框架基本形成，吳興大道、南太湖大道相繼建成通車，一大批基礎公建項目建成投入使用，形成了織里童裝、八里店金屬製品、環渚紡織機械等特色產業和西山景區、八里店社區等商貿旅遊居住區塊，東部新區的承載力、集聚度和輻射力顯著增強，成為吳興區擴大對外開放、統籌城鄉發展和打造先進製造業基地的主要平臺。特別是按照“生產進園區、生活進社區、商貿進市場”的思路，對東部新區八里店鎮區域內的2400戶農戶、9600人實行一次規劃、一次拆遷、一次安置、一次配套，建設了總建築面積64萬平方米的八里店社區，中央電視臺“新聞聯播”作了報導。

## 旅游
- 莲花庄
- 府庙
- 潮音桥
- 飞英塔
- 铁佛寺
- 法华寺
- 吴兴八景
- 中国湖笔博物馆
- 古梅花观
- 陈英士墓
- 钱山漾遗址
- 下菰城遺址

## 教育

### 小學
- 愛山小學
- 八里店小學
- 白雀學校（小學部）（页面存档备份，存于）
- 戴山學校（小學部）
- 道場小學
- 東風小學Archive.today的存檔，存档日期2013-05-02
- 東林二小
- 東林小學（页面存档备份，存于）
- 飛英小學
- 鳳凰小學
- 湖師附小教育集團
- 環渚學校（小學部）
- 梅峰學校（小學部）
- 妙西小學
- 青山學校（小學部）（页面存档备份，存于）
- 仁皇山小學
- 上強小學（页面存档备份，存于）
- 太湖小學（页面存档备份，存于）
- 文苑小學
- 新風實驗小學教育集團
- 漾西小學
- 軋村小學（页面存档备份，存于）
- 織里實驗小學

### 初中
- 白雀學校（初中部）
- 戴山學校（初中部）
- 東林中學
- 湖州十二中
- 環渚學校（初中部）
- 梅峰學校（初中部）
- 湖州四中
- 青山學校（初中部）
- 吳興實驗中學
- 織里二中
- 織里鎮中學
- 湖州市第十一中學（页面存档备份，存于）

### 高中
- 湖州中學
- 湖州市第二中學
- 吳興高級中學
- 湖州第一中學
- 湖州第五中學

### 大學
- 湖州師範學院

## 交通

### 國道
- 318國道
- 104國道

### 鐵路
- 宣杭鐵路（安徽省宣城市 - 浙江省杭州市）
- 新長鐵路（江蘇省徐州市新沂市 - 浙江省湖州市長興縣）
- 寧杭城際鐵路，在建
- 湖蘇滬城際鐵路，規劃中
- 乍嘉湖鐵路，規劃中
- 商杭客运专线：湖州站

### 高速公路
- 杭寧高速公路
- 申蘇浙皖高速公路
- 申嘉湖高速公路
- 杭长（宜）高速公路

### 水運
- 湖州港是中國二大內河港口之一
- 長湖申線
- 京杭大運河湖州段